# ジェームズ・クラーク・ロス (極地調査船)
| ロゼラ研究基地に接岸中のジェームズ・クラーク・ロス（2005年1月23日） |                                            |                                            |
| 船歴                                                                |                                            |                                            |
| 進水                                                                | 1990年12月1日                              | 1990年12月1日                              |
| 就航                                                                | 1991年                                     | 1991年                                     |
| 性能諸元                                                            |                                            |                                            |
| 排水量                                                              | 積載 7,767t                                | 積載 7,767t                                |
| 全長                                                                | 99.04m                                     | 99.04m                                     |
| 全幅                                                                | 18.85m                                     | 18.85m                                     |
| 吃水                                                                | 6.40m                                      | 6.40m                                      |
| 機関                                                                | ディーゼル・エレクトリック 1軸推進 8,500ps | ディーゼル・エレクトリック 1軸推進 8,500ps |
| 速力                                                                | 巡航12ノット                               | 巡航12ノット                               |
| 行動日数                                                            | 57日（12ノット巡航時）                     | 57日（12ノット巡航時）                     |
| 定員                                                                | 乗員28名 + 研究者52名                      | 乗員28名 + 研究者52名                      |

ジェームズ・クラーク・ロス（RRS James Clark Ross）はイギリスの極地調査船。イギリス南極研究所   そして今、船「ウクライナ国立南極センター」.(British Antarctic Survey)によって運用され、生物学・海洋学・地球物理学にわたる科学的調査を行うとともに、イギリスの南極基地に対する人員・物資を輸送にも使われる。船名は19世紀の極地探検家ジェームズ・クラーク・ロスにちなむ。

## 概要
RRSジェームズ・クラーク・ロスは、RRSジョン・ビスコー（1956年建造）の代替としてスワン・ハンター造船所で建造され、1990年12月1日に女王エリザベス2世の手によって進水した。フォークランド諸島のスタンリーを母港とする。
本格的な砕氷能力は持たないが、厚さ1メートルの一年氷であれば2ノットで航走可能な耐氷性能を持つ（ロイド船級協会 Ice Class 1A Super）。推進機関はディーゼルエレクトリックの1軸推進で、船首および船尾には360度旋回するスラスタを持つ。音響センサーへの干渉を避けるため、ノイズ軽減に配慮した設計となっている。
荷役用に前甲板には20トンクレーン、後甲板には10トンクレーンを持つほか、調査機器を運用するため各種クレーンとウィンチを備えている。船内には6つの研究室に加えて、作業エリアと標本を保存する冷凍室があり、さらに前後甲板に合わせて5つのコンテナラボを搭載可能となっている。観測機器としてはエコーサウンダと超音波流速計のほか、深さ30mまでの地質サンプルを採取できるピストンコアラー、海底下の地質構造を調べるため反射法地震探査システムのエアガン・アレイなどを装備している。
またサウサンプトン海洋学センター（NOCS）の魚雷型海中ロボットAutoSub-2を2001年より運用し、従来は観測が困難であった南極の棚氷下を含む広範囲な海中環境が調査可能となった。ナンキョクオキアミのバイオマス量、気候変動による棚氷下部の融解などのデータ収集に成果を挙げたが、2005年2月のフィンブル棚氷下の調査中にAutoSub-2は失われた。
現在はその改良型で400kmの海中航行が可能なAutoSub-3が南極海の調査に投入されている。
南極観測基地への補給任務には、BASが運用するもう一隻のRRSアーネスト・シャクルトンが主として従事しているが、RRSジェームズ・クラーク・ロスも一般貨物1500m3の輸送能力を持ち、そのロジステックの一端を担っている。
2020年には船齢30年に達することから、砕氷能力を強化しヘリコプターを搭載するより大型の代替船を建造する計画が2億ポンドの予算で進められている。